# 정우영 (방송인)
정우영(1975년 11월 8일 ~ )은 대한민국의 스포츠 전문 케이블 방송국 SBS 스포츠의 스포츠캐스터이자 번역가이다.

## 생애
2003년 전주 MBC에 입사. MBC ESPN채널에서 해외 스포츠 경기와 K-1 등의 격투기 경기를 중계해 왔다. 2011년에는 J.C 브래드버리 미국 케네소 주립대학 경제학과 교수가 쓴 《괴짜 야구 경제학》을 번역 출간했다. 현재는 KBO 리그와 프로농구, 2012/13 시즌부터는 V리그 중계를 맡고 있으며 네이버 스포츠 Q에서는 서민교 기자와 함께 농구전문 방송인 바스켓 카운트를 진행했었다.2013년 12월 18일 MBC Sports+에서 퇴사 후 2014년 1월 2일 SBS 스포츠로 옮겨 프로농구와, 프로야구, EPL 중계 및 주간야구 진행을 맡고 있다. 이적 후에는 SBS 지상파에서도 야구 캐스터로 활동하고 있으며 2014 브라질 월드컵 SBS 중계 2진을 맡았다. 2016년 하계 올림픽에서 원우영과 함께 펜싱을 중계하였다.

## 에피소드
2010년 9월 15일에 대전야구장에서 펼쳐진 넥센 vs 한화의 시즌 19차전 경기 도중 벌어진 일이다. 당시 이 경기는 MBC 라이프에서 중계되었고 당시 중계진은 캐스터 정우영과 해설 한만정이었다. 사건의 발단은 연장 10회초 넥센 공격 때 타석에 오른 외야수 오윤이 누구와 닮았는지 놓고 말하면서 언쟁이 붙었다.
당시 한만정은 "타석에 나온 오윤 선수와 은퇴한 심정수가 닮았다.”고 하자 정우영이 심정수와 닮은 선수는 오윤이 아니라 정수빈 같다고 말을 받았다.
이에 대해 한만정은 지지 않고 "허허.. 완전히 다릅니다. 뭐 정우영 캐스터가 개성이 강하시니까, 뭐 항상 둘러대는 데는 천부적인 생각이란 데 동의합니다만 아닌 건 아니라고 제가 이야기 해야죠. 어떻게 정수빈 선수하고 오윤 선수하고 닮았습니까?"라며 비꼬았다..
그러자 정우영 역시 “아니 오윤 선수하고 닮았다고 하는 게 아니고 심정수 선수랑. 나중에 보시라니까요, 나중에 보세요. 나~중에. 예~ 조용한 데서, 조용한 데서 보세요”라고 신경질적인 반응을 보였다.
이후 논란이 뜨거워지자 정우영은 16일 자신의 트위터를 통해 "(비난의 글이) 회사 게시판까지 올라왔다고 전화가 왔다"며 "그래도 시청하시는 분들 탓하지 않는다. 시청하시는 분들이 그렇게 느끼셨다면 제가 잘못한 거다. 괜히 마음씨 좋은 한 위원님께 피해가 안 갔으면 한다"고 사과했다..
이후 정우영과 한만정은 이 날의 사건을 모티브로 2010년 프로야구 준 플레이오프 1차전 예고편을 만들기도 하였다.
이 사건 이후, 2011년 4월 21일 MBC 라이프에서 넥센 vs 두산의 경기 중계를 통해 당사자인 두 중계진들이 당시 상황을 회상하면서 정수빈과 오윤의 인터뷰가 방송되었다.

## 고유 멘트
- 이 타구는~ 담장 밖에서 뵙겠습니다! (선수가 홈런을 쳤을 때

- 굿바이! 굿바이! 굿바이! (끝내기 홈런이 나왔을 때)

- (굿바이를 외치는 수는 경우에 따라 다름)
- 어! 빠져요! (실책이 나왔을 때)

(볼카운트 2-2) ooo선수의 투투피치

## 출연 작품

### 영화
- 2025년 승부 - 바둑 캐스터 역